# Гатю Кънчев
Гатю Кънчев (Кунчов) - Халачев е едър чифликчия, деец на църковното движение.
(Други изписвания на името: Гатко Кунчов или Кънчов).

## Биография
Роден е през 1832 г. в Севлиево в богат род, има 3-ма братя – Иван, Спиридон и Стефан. 
Един от едрите севлиевските чорбаджии преди Освобождението. Имал е тютюнева работилница, която след Освобождението прераства във фабрика, известна по-късно с името „Македония“.
От 1865 г. е член на севлиевския общински съвет. През януари 1870 г. заедно с други налага на гръцкия митрополит на Търново да назначи българин за архиерейски наместник за ръководител на свещениците в казата. Същата година е сред основателите и членовете на Ученолюбивото братско дружество. От 1871 до 1872 и от 1873 до 1876 г. е член на църковно-училищната община. Между 1874 и 1876 г. е член на втория смесен казалийски съвет в Севлиево. 
Заедно с Христо Спиридонов, Илия Денчев и други членове на казалийския съвет изпращат прошение до великия везир през януари 1876 г., в което настояват за признаване на българския език за официален наред с турския, за правото на българите да служат наравно с турците в армията и полицията.
След освобождението на града е член на временната комисия за управлението му. Избран е от севлиевци за депутат в Учредителното събрание в Търново през 1879 г.
През 1880 г. Гатю Кънчев е бил избран за кмет на Севлиево..
Умира на 29 септември 1912 г.